# شبر الستري
السيّد شبر بن علي بن مشعل الستري الموسوي الغريفي البحراني (القرن الثالث عشر الهجري - 1300 هـ). هو رجل دين وفقيه ومُحدّث شيعي بحراني، وسكن فترات في البصرة والمحمّرة (خرمشهر). وقد اشتهر بمحاولته قيادة ثورة شيعية في الخليج وبالتحديد في البحرين والقطيف.
خلّف ولدًا واحدًا اسمه عدنان الذي سار على نهج والده في دراسة العلوم الدينية وقد درس وسكن في النجف فترةً بسيطة وتتلمذ على محمد حسين الكاظمي وله إجازة رواية من محمد حسن الشيرازي وأخرى من محمد طه نجف، وقد عاش في المحمرة إلى أن توفي بها.

## شيوخه وأساتذته
- عبد الله الستري. كان أول تحصيله العلمي في البحرين لديه.[2]

## الثورة

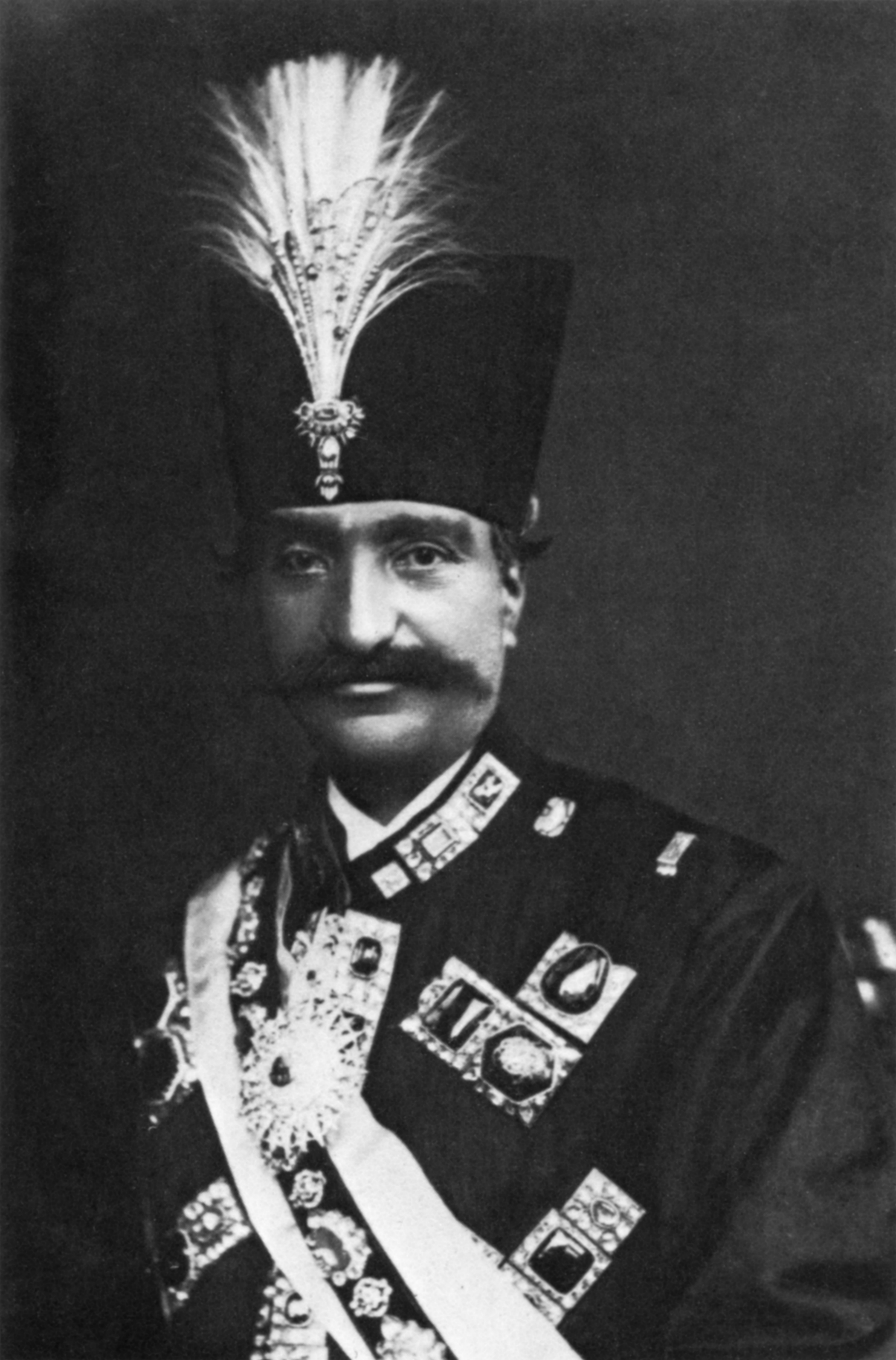
الشاه القاجاري ناصر الدين شاه.

خطّط الستري للقيام بثورة شيعية ضدّ حُكم عائلة آل خليفة للبحرين وكان يحكم البحرين آنذاك عيسى بن علي آل خليفة. لم يقتصر تفكير الستري على البحرين، وإنّما كان تفكيره يشمل منطقة أوسع من الخليج فجمع العساكر من أهل البحرين والقطيف، وقد عارضه في ذلك أكثر علماء الشيعة في زمانه، مما جعله يسافر إلى إيران لطلب المساعدة والسند من حاكمها وهو الشاه ناصر الدين القاجاري إلا أنّ المؤرخين يذكرون أن حُكّام البحرين قد بعثوا إلى الحاكم الإيراني عديدًا من الرشوات والهدايا الكثيرة ليمنعونه من مساندة الستري؛ فيُذكر أن الستري بعد وصوله إلى إيران لم يتمكّن حتى من لقاء ناصر الدين شاه.

ذكر المؤرّخ علي البلادي شيئًا يسيرًا عن الثورة التي خطّط لها الستري ولم يُكتب لها النجاح، فيقول كما في كتابه أنوار البدرين في تراجم علماء القطيف والأحساء والبحرين: 
| شبر الستري | كان السيد شبر المذكور في آخر عمره أخذته الغيرة الإيمانية على ما جرى على أهل البحرين من الحكام المتغلبين عليها من الظلم والعدوان وغصبهم الأموال وتشتتهم في كل مكان وأداه نظره واجتهاده وإن لم يوافقه عليه أكثر علماء زمانه إلى جمع العساكر من أهل البحرين والقطيف الساكنين هناك لأخذ بلاد البحرين من أيدي أولئك المتغلبين الظالمين فاقتضى نظره الشريف أن يستند أولا إلى سلطان العجم وهو ناصر الدين شاه القاجاري ليكون له ظهرا ولكون البحرين ملكا للعجم وتغلب عليها أولئك فلما سمع بذلك المتغلبون عليها هنالك أرسلوا إلى حاكم شيراز بالهدايا الكثيرة والبراطيل الوفيرة لكسر سورة ذلك السيد وسافر ذلك السيد إلى شيراز فلم يجتمع به ذلك الحاكم ولم ينظر إلى ما جاء إليه ذلك العالم. | شبر الستري |

## مؤلفاته ومصنفاته

مخطوطة من صفحة من صفحات كتاب "مُهذّب الأفهام في مدرك الأحكام".

- معراج التحقيق إلى منهاج التصديق. رسالة في أصول الدين.[5]
- مهذب الأفهام في مدارك الأحكام. هي رسالة مختصرة لرسالة معراج التحقيق إلى منهاج التصديق.[6]

كما أن له أجوبة مسائل وحواشي على بعض الرسائل وقد احتمل المؤرخ ورجل الدين علي البلادي صاحب أنوار البدرين أن له من المؤلفات غير ما ذكرها في ترجمته ولكنه لم يقف عليها.
ومما ذُكر في كتب التاريخ والسيّر التي ترجمت له أنه بعث بأربعة مسائل إلى صالح آل طعان فأجاب عنها ابنه أحمد وخصّص لها كتابًا مستقلًا أسماه الدرر الفكرية في أجوبة المسائل الشبرية.

## وفاته
| بقي - الستري - في شيراز مقدار أربعة أشهر متكدر الخاطر عادم المعين والناصر إلى أن توفي قدس سره بغصته قبل بلوغ أمنيته. |
| —المؤرّخ علي البلادي.                                                                                                 |

تُوفيّ بمدينة شيراز حيث قدمها - كما مرّ الذكر - لطلب المساندة من الشاه القاجاري ناصر الدين شاه وبقي فيها مقدار أربعة أشهر إلى أن توفي.
لم تُؤرّخ وفاته ولا الفترة الزمنية التي تحرّك فيها إلا أنّ المؤرّخ مُحسن الأمين احتمل أنّ وفاته كانت بحدود سنة 1300 هـ، ولكنّ بعض الكُتّاب في مجال التاريخ يُقدّرون بأن عصر المُؤرّخ البلادي كان قريباً من العصر الذي عاش فيه شُبّر الستري بدليل أن البلادي كان معاصراً لابنه عدنان ومنه يمكن الإستنتاج أيضاً بأن الأحداث التي تحرك فيها شُبّر هي نفسها التي تحرك فيها الثائر علي الستري الذي قُتل مسموماً في عام 1319 هـ.
كما يمكن كذلك أن يُستكشف تاريخ التحرك الثوري لشُبّر الستري بأنه كان قبل ثورة التبغ المشهورة، والتي قادها المرجع الشيعي محمد حسن الشيرازي صاحب الفتوى الثورية ضد حكومة ناصر الدين شاه القاجاري الذي وافق على اتفاقية بيع التبغ للشركة البريطانية التي كانت في الواقع بوابة للسيطرة البريطانية على إيران.
ويُستكشف ذلك لأن عدنان ابن شُبّر الستري كان مُجازًا في الرواية وثقة مأذونًا في الحديث من قبل الشيرازي قائد هذه الثورة التي استمرت بتحريض من جمال الدين الأفغاني حتى قُتل ناصر الدين شاه.